# Armurier
 (décembre 2016).
Si vous disposez d'ouvrages ou d'articles de référence ou si vous connaissez des sites web de qualité traitant du thème abordé ici, merci de compléter l'article en donnant les références utiles à sa vérifiabilité et en les liant à la section « Notes et références ».

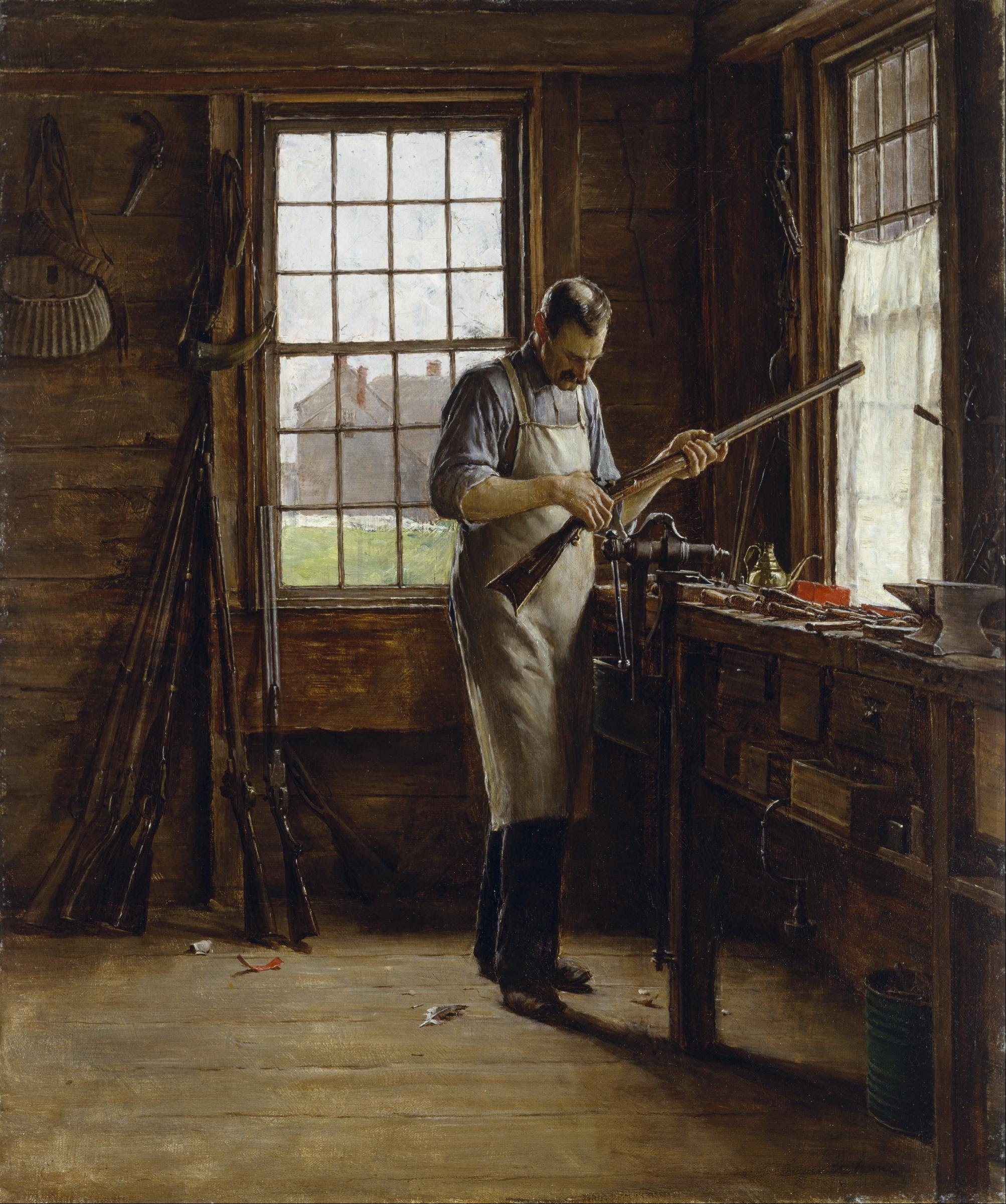
The Gunsmith Shop, tableau d'Edgar Melville Ward, vers 1885.

Un armurier est un professionnel qui conçoit, fabrique, modifie, répare ou vend, à l'origine des armes défensives, les armures.
Avec l'apparition des armes à feu, le terme s'étendit également aux armes offensives. Par extension, l'armurier désigne aussi celui qui réalise les armoiries.

## Histoire
Les armes défensives apparaissent parallèlement aux armes offensives. Avec elles, le métier d'armurier apparaît de facto dès la protohistoire.
En Europe, il atteint son apogée esthétique durant le Moyen Âge, du XIIIe au XVIe siècle, avec les armuriers et fourbisseurs dédiés d'abord à la fabrication de cuirasses et d'armures destinées aux hommes d'armes et à la chevalerie. L'apparition des armes à feu à partir du XIVe siècle prendra par la suite une place prépondérante dans ce métier. Dans le contexte militaire, jusqu'à la fin de l'Ancien Régime, l'armurier est un « bas-officier », aujourd'hui appelé « sous-officier », tandis que dans la marine, il désigne un ouvrier de l'arsenal, chargé de l'entretien et des petites réparations des armes, dans un corps de troupe.
L'activité de l'armurier contemporain consiste dans le développement et la fabrication d'armes en suivant les spécifications de l'usine ou du client, et en utilisant des outils à main ou des machines (comme des tours, fraiseuses et meuleuses).

### Préhistoire
L'usage de pièces pectorales est attesté dès la période Néolithique, tant comme protection que comme parure. Ces pièces étaient réalisées en cuir bouilli, en bois, en pierres ou en os pectoral en défenses de sanglier.
La chasse et la cueillette du Paléolithique cèdent la place à des structures sociales basées sur un mode de vie sédentaire et agropastoral.
À la fin de la Préhistoire, le Chalcolithique aussi nommé Eolithique se caractérise par la continuation du travail de la pierre et l'apparition de la métallurgie, avec le travail du cuivre et de l'or. Apparaissent quelques armes offensives avec les poignards et des haches mais surtout des armes défensives avec les boucliers renforcés de plaques de cuivre, outre les outils, récipients et objets d'apparat.
L'apparition de ces armes provoquera des affrontements entraînant l'émergence d'une organisation sociale, caractérisée par une distribution des rôles dans les formes de sociétés, avec le développement de communautés dédiées à l'exploitation des mines et d’un artisanat spécialisé notamment, fabrication de ces objets en cuivre, élites soucieuses de maîtriser le contrôle des territoires et des échanges, devenant les commanditaires de ces produits également symboles de leur statut, comme l'atteste la nécropole de Varna. Ces modifications des  structures socio-culturelles et politiques sont le signe précurseur des civilisations à venir.
En Asie Mineure, on retrouve en Anatolie des pépites de cuivre datées - 5000 avant J.‐C. Elles sont d'abord transformées à froid par martelage, peu après, l'usage de fours, élevant la température des minéraux, en permettra le moulage ; cela dit, les objets produits ne sont pas toujours d'une grande stabilité et la production d'objets en cuivre connait des limites, notamment dues à un outillage pas encore assez capable de résister aux hautes températures. Le bronze, mélange du cuivre avec l'étain d'Iran y remédiera.
En Europe, vers 3500 avant J.‐C., les plus anciens foyers métallurgiques, représentés notamment par la Culture de Vinča-Pločnik, près de la mine de cuivre de Rudna Glava, ou encore les mines de Tiszapolgar en Hongrie, de la mine d’Ain Bunar qui approvisionna les cultures de Cucuteni-Trypillia en Roumanie et de Gumelnița-Kodjadermen-Karanovo en Bulgarie… témoignent d'un berceau métallurgique carpato-balkanique concurrent. Les échanges commerciaux répandent l'or de Transylvanie, l'étain de Bohême, le cuivre de Slovaquie, dans le reste de l'Europe pré-Antique.
Vers 2000 avant J.‐C., toute l'Europe et tout le Moyen-Orient connaissent le bronze.

### Antiquité
À ce stade de la chronologie historique, dans chaque civilisation, sans l'audace et le courage individuel, les manœuvres ne décident pas seules de l'issue des combats. Et c'est ainsi que les armes, tant offensives que défensives, vont jouer un rôle primordial dans le règlement des conflits. Elles vont vite être associées à la personnalité des vainqueurs, pour conférer une dimension légendaires, magiques aux événements relatés sur les bas-reliefs des temples ou dans la Bible.
L'arc, l'épée et la cuirasse, les équipements les plus anciens sont souvent cités, des préparatifs égyptiens ou hittites de la bataille de Qadesh aux affrontements des Perses contre les Grecs ou des Romains contre les Germains.
Symbole de puissance et de conquête, d'un côté les armures sont forgées par des personnages mythiques, comme celles d'Achille, ou d'Énée, forgées par Héphaïstos ; les 12 boucliers Anciles, par le roi Numa Pompilius et de l'autre, leurs parèdres, les épées, vont se voient reconnaitre une personnalité propre grâce à leur nom : al-Batar, « la batailleuse », l'épée du phillistin Goliath, al'Gebrik, de al djabara, « il a relié, consolidé, réuni », forgée en Inde pour Alexandre le Grand et rebaptisée Ar'Ithme « l'inconnue » par le mathématicien perse Al-Khawarizni au IXe siècle,« Ashkelon », la spatha que Georges de Lydda aurait utilisé pour terrasser le dragon.

### Âge de Bronze et âge du Fer
Le cours tranquille de l’Euphrate voit émerger les Cités-État influencées par Babylone, tandis que le cours tumultueux du Tigre devient avec Ninive le berceau des premiers royaumes. Autour existent ceux d'Akkad, de Sumer, de Hati, le royaume Assyrien (XXIIe-759e siècle av. J.C.). Les conditions de vie sont rudes. C'est d'abord par le commerce de textiles, du cuivre et de l'étain, qui servent à fabriquer le bronze, que le royaume d'Assyrie deviendra riche puis puissant. Les objets de luxe se multiplient avec le travail de l'ambre, de l'or et du verre. Les vases sont ornés de dessins plus fins.
Le travail du bronze atteste de plus de savoir-faire métallurgique. Dans la confection des ustensiles indispensables, que ce soit pour la défense contre les ennemis, ou pour les travaux d'entretien quotidien, l'ornementation se développe. La fusibilité du métal permet d'obtenir le moulage de formes plus variées et plus fluides. Ainsi les haches sont faites d'un ou deux ailerons recourbés, elles sont forgées avec une douille pour recevoir le manche au lieu d'être fixée dans ce dernier. L'hameçon reçoit une courbure et une barbe pour mieux retenir le poisson. La lame du couteau reçoit un manche.
Les propriétés particulières du bronze vont rapidement faire évoluer le façonnage de armes et des protections corporelles. Le couteau grandit jusqu'à devenir l'épée. Sept cuirasses datées des IXe et VIIIe siècles av. J.-C. retrouvées à Marmesse, font partie des premiers exemples de l'évolution du travail des métaux et du développement de l'artisanat qui s'y dédie.
Le minerai de fer commence vers 1200 avant J.-C. en Anatolie et dans le Caucase. De nouvelles techniques de forge apparaissent, avec un acier d'abord médiocre - à l'exception de celui forgé à partir de météorites, - mais plus performant à partir du Ier siècle, qui va lui aussi changer les rapports politiques et sociaux. Le métier de forgeron, se développe, dont celui des forgerons d’armes. Ces derniers trouveront protection et reconnaissance auprès des puissants, ce qui leur permettra d'acquérir un statut d'artisan empreint d'une avantageuse reconnaissance sociale.

### Civilisations mésopotamiennes et égyptiennes
Plus à l'est, à partir du Ier- IIIe millénaire avant J.C., dans les steppes d’Asie centrale, les armures complètes se développent déjà. Ainsi en attestent les Cataphractes - d'abord en écaille, puis en métal. Elles sont destinées tant à la protection du guerrier qu'à celle de la monture. Les premiers à doter notamment leurs archers montés d'une telle protection corporelle, d'une armure, sont les Assyriens, mais ils l'abandonneront au profit de la mobilité.
Le casque et le bouclier remontent à cette époque, représentés sur les bas-reliefs de Ninive et de Memphis. Les casques des Assyriens et des Persans n'emboîtaient que le haut de la tête. Ceux des Grecs, décrits par Homère, et des Romains seront munis de jugulaires et d'une forme propre à dévier les coups. Les boucliers, d'osier tressé ou de bois léger, sont recouverts d'abord de cuir épais, puis renforcés de lames de métal.
La puissance de l’Empire assyrien repose sur l'organisation de son armée et de sa logistique, la plus performante jamais constituée. Elle englobe le ravitaillement des troupes, l’entretien du matériel et des chevaux, la médecine et les fondeurs et forgerons habiles: Les assyriens les parquent dans les arsenaux (ekal mašarti) de leurs palais et les intègrent dans le moindre de leurs déplacements militaires. Si l'importance logistique de leur talent est indéniablement reconnu, leur place dans la société ne semble pas très enviable. Le Code de Hammurabi, roi de Babylone vers 1750 avant J.C., révèle l'existence de cette catégorie d'artisans, au salaire quotidien fixe, ayant l'obligation de former leurs enfants et un apprenti, qu'ils peuvent du reste adopter, mais pratiquement sans droits civils. Grâce à cette structure, l'empire assyrien s'étendra de l'Asie Mineure au golfe Persique jusqu'à l'Indus, allant jusqu’à conquérir la Basse-Égypte et la Haute-Égypte en 671.   
Ce sont les archers montés caparaçonnés de leurs descendants parthes, les cataphractaires de Suréna qui assurèrent l'avantage qui couta la vie à Crassus, lors de la bataille de Carrhes, en 53 avant J.C.. Les armées romaines ne s'en équipèrent que plus tardivement.
Les premiers groupements corporatifs connus, capables d’assurer un travail collaboratif et la transmission du savoir, apparaissent en Égypte dès la XIIe dynastie des pharaons, – soit 2200 av J.C. Il s'agit notamment des mineurs, des fondeurs et des forgerons ainsi que des teinturiers. Les métiers du fer, de la pierre et du bois s'apprennent de père en fils. La civilisation hébraïque adoptera ce type d'organisation. Parmi les plus célèbres, citons le collège d’Hiram, ayant assuré la supervision de la construction du temple de Salomon assisté selon la légende de Maitre Jacques et du Père Soubise. À eux trois, ils reprennent le modèle égyptien des métiers majeurs pour les œuvres capitales : Hiram, les métiers du fer, Maitre Jacques, les métiers de la pierre, le Père Soubise, les métiers du bois.

### Civilisations celte, grecque et romaine
Dans l'Italie centrale fleurit d'abord l'artisanat étrusque, renommé pour son travail du bronze et sa poterie.
Suivra la fondation de Rome. D'après Plutarque, les collèges d'artisans auraient été fondés à Rome par Depuis Numa Pompilius, deuxième Roi de Rome au VIIIe siècle av. J.-C., « Parmi tous ses établissements (de Numa) celui qu'on estime le plus, c'est la distribution du peuple par arts et métiers (…) Il partagea donc le peuple par métiers comme (…)  d'orfèvres, de tignarii (charpentiers) (…), d'aerarii, forgerons qui ne travaillaient que le bronze, de serarii (forgerons qui ne travaillaient que le cuivre), de potiers et ainsi des autres, mettant tous les artisans de chacun en un seul et même corps, ordonnant des confréries, des fêtes et des assemblées, et leur marquant le service qu'ils devaient rendre aux dieux selon la dignité de chaque métier, et par là, il fut le premier qui bannit de la ville cet esprit de parti qui faisait dire à l'un « Je suis sabin », à l'autre « Je suis romain », à celui-là « Je suis sujet de Tatius », à celui-ci « Je suis sujet de Romulus. » De telle sorte que cette division fut proprement un mélange et une union de tous avec tous ». Au Ve siècle av. J.-C., le collegio Aurarius Faber plus tard collegio Aurifex, orfèvres, sont largement attestés, de même que les Fèvres, terme ancien, dérivé du latin faber, désignant celui qui travaille le fer. Dès les premiers temps de l'histoire romaine, les collèges d'artisans fonctionnent donc comme des institutions officiellement reconnues, mais ne constituent pas forcément des corps politiques, peut-être en raison de leurs origines plébéiennes .
Cela dit, l'usage du fer fut éphémèrement interrompu chez les anciens Romains : il était proscrit dans les temples et les bois sacrés, l'étrusque Porsenna l'avait interdit, sauf pour l'agriculture.
Les communautés de pratique et de transmission du savoir sont largement attestées grâce à la maitrise de l'écriture, et citées par de nombreux auteurs : « En Grèce, par exemple, les corporations – potiers maçons, métallurgistes – remplissaient tout à la fois une fonction sociale (leurs membres honoraient les mêmes dieux et célébraient les fêtes ensemble) et économique (ils formaient des apprentis et prenaient en charge la diffusion des innovations). ». Et de fait, au Ve siècle av. J.-C., Ictinos et Callicratès, Phidias sont choisis par le grec Périclès pour planifier et superviser l'ensemble des travaux de construction du Parthénon.
D'après Pline, on protégeait le fer contre la rouille avec la céruse, le gypse et la poix liquide, « préparation que les Grecs nomment antipathie ».
Lorsque César envahit la Gaule, les premières épées de fer des Gaulois sont très longues, comparées aux glaives romains. Mais l'avantage de pouvoir tenir l'ennemi à distance est réduit à néant par la trop grande ductilité du métal - la lame se tordait pendant le combat, au pire, il fallait la redresser pied. Pour les durcir, les forgerons les ont cémentées et trempées, ce qui les rendit cassantes. Cela les conduisit à développer leur travail du fer, jusqu'à obtenir des lames alliant la flexibilité du fer et la solidité de l’acier - que les Romains admireront : les fouilles de Bibracte ont montré l'existence de toute une population de fondeurs et forgerons vivant sous la protection de l'oppidum, avec un atelier de forgerons remarquablement conservé. Ces ouvriers n'extrayaient pas le métal de ses minerais, car les scories résultant de leur travail étaient peu abondantes. On a retrouvé, avec des médailles gauloises, des débris de l'enclume sous laquelle le forgeron se faisait enterrer.
La cotte de mailles puis la cuirasse en plaques de métal articulées sont mises au point par les forgerons gaulois dans le second quart du Ier siècle. Les légions romaines qui envahiront la Bretagne en 43, en reconnaissant les avantages, s'équipent aussi de la Lorica segmentata, mais elles seront abandonnée vers 380 par les Romains et les Byzantins, comme par les mérovingiens.
Lors du Déclin de l’Empire Romain au Ve siècle, ces artisans se réfugient auprès des Bénédictins, organisés en confréries, dont l'un de piliers est le respect du travail, la conservation et transmission du savoir.

### Moyen Âge
Les Francs mérovingiens profitent de l'excellente qualité du travail de leurs forgerons germains. Ils ont une technique assez différente de celle des forgerons romains : le corroyage. Pour fabriquer une lame, ils juxtaposent des couches métaux de nuances différentes, chauffées, torsadées, pliées, puis soudées et enfin martelées. La structure feuilletée qui en résulte procure résistance et ressort au métal. La francisque, hache de jet des élites, et l'épée longue à double tranchant en sont les exemples types. La scramasaxe, épée plus courte à un seul tranchant, est d'usage répandu chez les peuples germaniques et nordiques. Plus rapide à réaliser, elle équipe les simples soldats. L'angon est un javelot dont la longue pointe est munie de crochets recourbés. Planté dans la chair, le retrait provoque de vilaines blessures mortelles. Le bouclier est muni d'une pointe, l'umbo, qui permet de baisser la garde de l'adversaire en donnant un coup de bouclier. La francisque et l'angon disparaissent au VIIIe siècle.
La séparation entre la guerre menée par le seigneur et la faide, la vengeance, s'estompe. L'insécurité est générale, le monde franc doit s'organiser. À la fin de la période mérovingienne, au commencement du IXe siècle, la cavalerie se munit de la cuirasse. Elle devient un corset en cuivre, en bronze ou en fer, formé d'un plastron, pectoral, la « mammelière », l'autre dorsal, le « humerai » ou « musquin »  ajustés au moyen d'épaulières et de courroies. Les meilleures cuirasses viennent de Milan ou du sud de l'Allemagne et de la Suisse. Les troupes à pied en sont également munies, de même que les archers avec leur « halcret » et les piquiers avec leur « corselet »
Le forgeron d'armes, responsable de la qualité des armes, intègre l’enceinte du château ou de la cité, ce qui permet de forger ou réparer les armes et les cotes de maille puis les armures sur place, surtout en cas de siège. La forge d’armes regroupe différents corps de métiers autour du Maître de forge : le  Maître souffleur, responsable de l'âtre, le monteur, le polisseur et l’orfèvre pour les décorations. Ils sont répartis en trois échelles sociales, le Maître, le Compagnon et l'Apprenti.
À partir du VIIe siècle, en façonnant les quillons à angle droit et de forme plus allongées, les forgerons européens n'adoptent pas seulement une technique de protection, ils prêtent également à l'épée la forme de la croix, concentrant bien des symboles dans leur savoir-faire, et renouvelant le mysticisme attaché aux héros et leurs équipements, comme en témoignent les descriptions des épées « Joyeuse », « Durandal ».
La féodalité aidant, les structures administratives se centralisent, et Paris devient dès le IXe siècle le centre névralgique de la profession.

#### Les corporations
Corporations, Confréries et Guildes se développent particulièrement entre le IXe et le  XIe siècle en se dotant elles-mêmes de statuts. Le terme « forgeron », anciennement « fêvre », « ferron » dépeint le travail des gros fers, par extension, l'artisan qui extrait le fer. Après son œuvre, interviennent ceux qui travaillent le fer, qui le mettent en forme: le taillandier, celui qui confectionne les outils tranchants, dits « taillants », le fèvre-maréchal, spécialisé dans la fabrication d’objets agraires ou domestiques, le serrurier, le coutelier, le chaudronnier, à partir du XVIe siècle, le ferblantier, qui travaille le fer-blanc et le grossier, qui fabrique les objets de cuisine, le cloutier, le trumellier.
Parmi les spécialistes en armement médiéval, les armuriers et fourbisseurs. Ils ont saint Georges ou saint Éloi pour patron. Ces professions furent des plus considérées, quelle que soit la branche d'activité. Cette notoriété est liée à la fréquentation de la noblesse, qui conduisit à la négociation de privilèges mais aussi d'obligations, fixés dans les statuts des corporations. Parmi les privilèges figure celui de ne pas fournir de soldats de guet parce que, lit-on dans leurs statuts, leur métier « est pour servir chevaliers et écuyers et sergents et est pour garnir châteaux » ; ils sont tenus de former leurs enfants à leur métier ; les fourbisseurs, fabricants d'épées, sont tenus d'habiller décemment leurs ouvriers, « pour nobles gens, comtes, barons, chevaliers, et autres bonnes gens qui aucunes fois descendent en leurs ouvroirs » (ateliers)  et sont exemptés d’impôts.
La profession est composée de diverses spécialités ou branches apparues au fur et à mesure de l'évolution de l'armement comme de l’habillement militaire. Dès cette époque, on distingue la fabrication des armes offensives de celle des protections des belligérants :
- Armes offensives : les  armes blanches des fourbisseurs et les armes de trait des arctiers ou archiers, arbalétriers, arquebusiers,

Les  armes blanches étaient l’œuvre des fourbisseurs, maîtres dans l'art de fourbir, garnir et monter épées, dagues, braquemarts, miséricordes, lances, piques, hallebardes, pertuisanes, javelines, vouges, épieux, haches, masses. Le nom de métier de forgeron d'arme a vite évolué. De « Forbeor »  dans la première moitié du XIIIe siècle, celui qui polit et monte les armes blanches, il devient « Forbisseor » dans la seconde moitié du XIIIe siècle pour devenir « Fourbisseur » au XIVe siècle.
Parmi les fabricants des armes armes de trait, apparurent d'abord les arctiers ou  archier, fabriquant des arcs et flèches en bois d'if pour le haut de gamme, sinon en frêne (appelé à ce titre « bois d’arc ») en aubépine, érable, orme, robinier. On connaissait l'arc dit « bourguignon », ou arc français, assez précis, dont les branches sont légèrement recourbées au niveau des poupées ; le « grand arc anglais » ou « long bow », aussi grand que leur archer, taillé en forme de D, de plus grande portée. Vers le XIIe siècle apparut l'arc « turquois » ou arc parthe, sans doute rapporté lors des premières croisades, très court, très puissant composé de deux branches en corne accolées l'une à l'autre avec une poignée centrale. Toutes ces armes lançaient des flèches empennées à une centaine de mètres au plus.
Vinrent ensuite les arquebusiers et arbalétriers, qui fabriquaient une arme déjà plus redoutable, car elle envoyait à la distance de deux cents pas des gros traits dits « bougeons » ou « bougons », préparés par les bougeniers ou bougonniers.
- Armes défensives : les haubergiers, heaumiers, brigandiniers, trumelliers

Jusqu'aux XIe et XIIe siècles, l'haubergier est le métier le plus important, fabriquant le haubert ou cotte de mailles de fer qui recouvrait le chevalier de pied en cap (des pieds à la tête). La ville de Chambly, dans l’Oise, comptait les artisans les plus habiles, ce qui lui valut longtemps le nom de Chambly-le-Haubergier.
S'y ajoutent les heaumiers, fabriquant le heaume ou casque, presque tous établis non loin de l'Hôtel de Ville, dans la rue de la Heaumerie, ainsi nommée à cause d'une maison ayant un heaume pour enseigne, rue qui n'a disparu qu'en 1853 ; les écassiers, préparant le bouclier en forme d’écusson ou écu ; les brigandiniers, fabriquant une cuirasse légère, la brigandine, renforcée de plaques de métal, ainsi appelée parce qu’elle était portée par les fantassins, qu’on appelait alors brigands, sans que ce mot n'eût de sens défavorable ;  les trumelliers qui forgeaient les trumelières ou grèves, la partie de l’armure qui couvrait les jambes.

### XIIIesiècle

#### LeLivre des métiers
En 1268, Étienne Boileau (1200 – 1270) prévôt de Paris de 1261 à 1271 nommé par Saint Louis règlemente les corporations de Paris dans un Livre des métiers. N'y sont mentionnés que les haubergiers, fabricants de hauberts ou cottes de mailles et parmi les fèvres maréchaux, des ouvriers appelés heaumiers, fabricants de heaumes ou casques. Ils sont exemptés du guet et des impôts, comme « ouvriers des grands seigneurs ». Les statuts des armuriers et fourbisseurs, distinct de celui des couteliers et des serruriers sera ajouté en 1290 par Jehan de Montigny, prévôt de Paris.
En 1292, Paris comptait comme redevables de la taille, 22 armuriers, 11 ferrons qui  travaillaient spécifiquement le fer, 7 chaisniers ou chaînetiers, 4 haubergiers mais 1 seul trumelier ainsi que 74 fèvres régulièrement établis dans la ville. Paris disposait aussi de vrilliers qui produisaient des limes et des outils pour percer. Ils cherchèrent à se séparer des fèvres, en obtenant des statuts en 1320 mais revinrent dans la corporation des fèvres en 1463.
Partout, d'autres centres apparaissent, à Caen, à Metz, Besançon, Saint-Étienne.
En 1296, de nouveaux statuts sont donnés aux armuriers par Jean de Saint-Léonard, prévôt de Paris, donna des statuts aux armuriers, en 15 articles, tous relatifs à la confection des armures et des doublures : cottes, cuissards, gamboisons, bassinets, gantelets, collerettes, , etc. ; les doublures en toile, en coton, en cendal devaient être bien fourrées et cousues. Le colportage n'était supporté que de la part de quelques maîtres tombés dans l'indigence. La profession comptait 4 jurés; la maîtrise se payait 12 sols et les amendes étaient portées à 7 sols.
Jehan Plebaut, prévôt de Paris, ajouta en 1311 quelques articles, rappelant les mêmes précautions et destinés à assurer une meilleure exécution du travail. La doublure de ces lourds bardages de fer, destinés à protéger le corps contre le frottement de l'armure, est faite par des ouvriers qui portent le nom de coustepointiers.
L'usage du livre des métiers sera étendu à tout le royaume en 1412.
L'armurier faisait les « harnois », les armes défensives - le casque, le gorgeron, le hausse-col, la cuirasse, le corcelet, les brassards, les cuissarts, le morion, le hausse-col, etc. Certains ouvriers jouissent d'une excellente réputation et d'une reconnaissance hors pair, comme Jehan de Hanpont, armurier airmour et Maître-Echevin à Metz vers 1350.

#### Les Jurandes
Les statuts des armuriers et fourbisseurs les plus anciennement connus sont datés de 1409, sous le règne de Charles VI : ils furent renouvelés en 1562 sous Charles lX. Ces « Jurandes » formaient un règlement assez complet en 29 articles, en voici une partie de la teneur :
- Ils avaient quatre jurés; renouvelés tous les deux ans : on en nommait deux chaque année qui remplaçaient les sortants. Leurs attributions étaient la rédaction des brevets d'apprentissage, la réception des maîtres, l'examen, la « visite », des chefs-d'œuvre fournis pour l'obtention de la maîtrise, l'exécution des reglemens et  la conservation des priviléges.
- Nul ne pouvait tenir boutique s'il n'avait été reçu maître, et nul ne devenait maître sans après avoir été apprenti et compagnon.
- Chaque maître ne pouvait avoir qu'une boutique
- Toute pièce de harnais est marquée d'un poinçon de maître. L'empreinte de ce poinçon, imprimée sur une plaque de cuivre ou de plomb, devait être déposée par les jurés auprès du Procureur du Roi.
- L'apprentissage devait être de cinq années (quatre pour les arquebusiers), et il était interdit de se faire recevoir maître avant de pouvoir justifier d'un travail d’autant d’années chez les maîtres en qualité de compagnon.
- Chaque maître ne pouvait avoir qu'un apprenti à la fois, qui sera obligé par-devant Notaire et recû par les jurés. Il n'avait le droit d’en prendre un second qu'après que le premier eut atteint la troisième année de son apprentissage.
- Tout apprenti, qui, sans cause légitime, était convaincu d'avoir été absent pendant plus de trois mois de chez son maître, était déchu de toute prétention à la maîtrise.
- Le travail devait cesser chaque soir à 8 heures.
- Les maîtres ne pouvaient désembaucher ni les apprentis, ni les compagnons, de même que ceux-ci ne pouvaient quitter leur maître pour aller chez un autre avant que leur ouvrage ou leur temps ne fût achevé.
- Tout aspirant à la maîtrise devait chef-d'œuvre, à l'exception des fils de maîtres qui ne devaient qu'expérience - les fils de maîtres, soit qu'ils travaillassent dans la maison de leur père, soit qu'ils apprissent le métier dehors, étaient obligés à l'apprentissage de cinq ans, tenant lieu d'apprenti aux autres maîtres, mais non pas à leurs pères. Nul apprenti ne pouvait racheter son temps.
- Les compagnons, ayant fait leur apprentissage à Paris, devaient être préférés pour l'ouvrage chez les maîtres aux compagnons étrangers, à moins que les premiers ne voulussent pas travailler au même prix que les derniers.
- Les veuves, restant en viduité, jouissaient des mêmes droits que leurs maris, à l'exception cependant de la faculté de former des apprentis, elles affranchissaient les compagnons en les épousant. Les filles de maîtres jouissaient de la même prérogative. Les fils de maîtres devaient être reçus maîtres en se soumettant aux épreuves, ainsi que les compagnons épousant des filles de maîtres.
- Toute marchandise foraine arrivant à Paris pour y être vendue, soit par les forains eux-mêmes, soit par les maîtres armuriers, fourbisseurs , était préalablement visitée et poinçonnée: défense était faite aux maîtres d'aller au-devant des forains, ni d'acheter d'eux aucune marchandise avant que la visite en ait été faite par les jurés et la marque apposée - et même, après la visite, elles étaient sujettes au lotissage.
- Les canons brasés étaient expressément prohibés, il était défendu non-seulement aux maîtres, mais encore aux forains d'en exposer en vente, et les jurés avaient le droit, pour s'assurer de l'existence de cette grave imperfection, de mettre les canons au feu: à la charge néanmoins de les rétablir, s'ils se trouvaient être de bonne qualité, dans le même état où ils se trouvaient avant l'épreuve.
- Quant aux objets dont il leur était permis d'opérer la fabrication à l'exclusion des autres professions, c'étaient les arbalètes d'acier, les arquebuses, les pistolets, les piques, les lances, les hallebardes et les bâtons à deux bouts, les bâtons ferrés et tous autres bâtons ouvragés en rond ou au rabot[37],[38],[39].

Les matières destinées à la fabrication des armures, bronze, fer, acier, fer-blanc, cuivre, etc. étaient soumises à vérification et poinçonnage. Elles se vendent au cent, à la grosse, à la douzaine, , etc.
À l'instar de celle des selliers, la confrérie des armuriers heaumiers fabricants de casques et de cuirasses de Paris se réunissait à Saint Jacques de la Boucherie, située derrière le Châtelet, qu'elle orna d'une statue de saint Georges armé à l'antique.
Malgré le douloureux souvenir de la bataille de Crécy, si la poudre noire et les bombardes ont fait leur entrée en scène, la métallurgie médiévale ne permet pas encore de fondre des tubes performants, les murailles résistent assez souvent et cette artillerie manque de mobilité.

### XVesiècle
Vers le XVe siècle, que les métiers précités vont se fondre en une seule corporation qui prit le nom d'armuriers, synon. armier, armoyer, armoyeur, armoyeux
Les fourbisseurs ne forgent que rarement les lames qu'ils montent et les pièces d'armures utilisées en France arrivent de Lombardie, où étaient fabriquées les meilleurs cottes de mailles, d'Allemagne, les armures plus estimées, comme déjà au XIVe siècle, l'armure  « maximilienne » à cannelures, dite de François Ier, fabriquée dans le sud de l'Allemagne, ou encore de Franche-Comté, de Saint-Étienne et autres lieux de production. Seuls les fourbisseurs pouvaient dorer, argenter et ciseler les montures et garnitures d'épées et d'autres armes, comme aussi de faire et mettre des fourreaux.
Pendant la Guerre de Cent Ans (1337-1453), au moment de la guerre civile entre Armagnacs et Bourguignons (1407-1435), les armuriers de Paris ne purent suffire aux commandes d'armes et les vassaux se rebellent. Le métier d'armurier fut déclaré d'exercice libre par ordonnance royale, afin d'encourager de nouvelles vocations. Mais cela ne suffit pas.
Un procès qui eut lieu en 1416 entre marchands d'armures et fabricants armuriers le signale : les armuriers font valoir les ordonnances qui les protègent, mais les marchands prétendent qu'ils sont indispensables au commerce d'importation des armures, attendu que les dix heaumiers et huit armuriers qui sont dans Paris ne pourraient jamais suffire aux demandes. L'arrêt du Conseil, du 14 mai 1416, favorable aux marchands, les dispensa de toutes visites pour l'entrée et pour la marque étrangère de leurs objets, entre autres « la quinquaillerie d'armes ».

### XVIesiècle
Au XVIe siècle, l'armure défensive complète se composait d'un casque ou heaume, d'un hausse-col ou gorgetin, d'un corps de cuirasse, des tassettes, brassarts, gantelets, cuissarts, harnois de jambes et de pieds attachés aux éperons. L'infanterie avait pour casque le morion, bassin et bourguignotte.
Les armuriers étaient devenus prodigieusement habiles ; les armures étaient si bien combinées, qu'il y avait  peu d'endroits, dits « défaut(s) de la cuirasse », par où put se glisser la pointe d'une flèche ou la lame d'une épée. Leur savoir faire est reconnu : Jehan Hure, « fabricant de cuirasses et d'armes » à Saint-Étienne, Nicolas Beautemps, armurier, paroisse Saint-Saturnin à Tours, fournit en 1585, à la ville de Mantes, une provision de harnoys.
Pour devenir maître armurier ou fourbisseur d’armes, le compagnon des corporations de l’ancien régime, doit exécuter un chef-d’œuvre et soutenir un examen oral.
Avec l'essor des parades et des joutes du XVIe siècle, le nombre des maîtres armuriers à Paris dépasse le nombre de soixante. Au sens figuré l'armurier est aussi à cette époque l'euphorisme du pourvoyeur de louanges, flatteur : « Prince, bon fait avoir advis Que l'en ne croie pas les dis De telz armeurs de champions, Car ilz tendent a leurs proufis. S'ilz mentent, respondez ainsis :  Vous armez bien les compaignons ».
À la fin du XVe siècle, les batailles menées avec l'artillerie de campagne de François 1er se révèlent efficaces. Les lignes ennemies cèdent. Mais le développement des armes à feu rendit les armures obsolètes. De ces somptueux équipements ne subsista que la cuirasse, fabriquée notamment à Saint-Étienne et Besançon.

### XVIIesiècle
Au milieu du XVIIe siècle, la corporation de ces armuriers s'approche de son crépuscule. Même les arquebuses, avec leur mèche qui « mettait le feu aux poudres », font les frais du progrès, avec l'apparition de la pierre à fusil.

### XVIIIesiècle
La fabrique des corps de cuirasse dont on se sert encore dans quelques régiments de cavalerie française est à Besançon. On en fait aussi venir de Suisse. Jacques Savary des Brulons écrit en 1723 « mais il y a bien de l'apparence que ce sera peut-être bientôt une communauté de moins dans Paris, n'étant pas marié et n'ayant pas même d'apprentis »
L'artillerie gagne en importance.

### XIXesiècle
En Angleterre, le procédé Bessemer permet de produire à faible coût de gros lingots de fonte dépourvue de carbone, et en Allemagne Krupp à Essen.

## Armuriers contemporains
Il est possible de distinguer deux principales catégories de professionnels : Les professionnels de la fabrication des armes et les professionnels de leur commercialisation, même si dans le langage courant, l'armurier ne désigne que ces derniers.

### Fabrication
L'armurier, à l'origine un artisan, est devenu un ingénieur. Il s'agit alors de celui qui conçoit voire fabrique, répare ou modifie des armes essentiellement offensives, souvent en suivant les spécifications requises par un commanditaire, et ce, en utilisant des outils soit à main ou soit mécanisés (comme des tours, fraiseuses et meuleuses). En raison de l'étendue des connaissances à maîtriser, les armuriers ont tendance à se spécialiser dans une partie des compétences requises. Selon le type, les pièces et les parties de l’arme, il est censé avoir des compétences en mécanique, métallurgie ou encore ébénisterie, gravure, voire plusieurs de celles ci; il est censé connaître les mathématiques pratiques, la balistique et la chimie. Il sera donc armurier bois, armurier fer ou graveur, décorateur, garnisseur. Il doit être capable de travailler avec exactitude et précision.
- armurerie de chasse et de sport
- armurerie militaire ex Dassault ou Manurhin en France

### Commerce
Dans ce secteur, l'armurier devra faire preuve de compétences non seulement techniques et pratiques mais aussi commerciales efficaces envers un large éventail de clientèle, ceci en respectant scrupuleusement la législation en vigueur.
- Commerce d'armurerie civile, axée autour d'une ou plusieurs catégories d'armes (tir sportif, armes de chasse, pistolets, arcs et fusils de chasse, armes anciennes, fusil Chassepot, Winchester modèle 94 d'avant 1964).
- Armurerie spécialisée (expertise, réparation, transformation, location).

- Armurerie militaire

### Formation
En France, un seul établissement dispense une formation d'armurier, le lycée Fourneyron des métiers de l'armurerie à Saint-Étienne

## Législation
ce passage semble confondre législation relative au métier d'armurier et Contrôle des armes à feu
Dans de nombreux pays la fabrication d'armes est très encadrée par la loi, donc généralement limitée.
Les réparations sont faites par des gens formés et employés par l'armée ou la police. Ces personnes sont connues comme de simples armuriers. Leur niveau de compétence est généralement très inférieur à celui d'un artisan armurier.
Un artisan armurier se chargera de la conception, la fabrication et le montage de l'ensemble des pièces allant des petites pièces internes jusqu'aux assemblages complexes. Un simple armurier va généralement seulement remplacer des pièces interchangeables standard d'un seul type, d'une seule série ou d'une seule famille d'armes à feu militaires. On leur fournit généralement un large inventaire de pièces standard sujettes à l'usure et aux bris pour les armes qu'ils vont rencontrer, et ils sont tout simplement formés à remplacer ces pièces jusqu'à ce que l'arme fonctionne de manière satisfaisante. Ils sont habituellement employés par l'armée ou les forces de l'ordre et peuvent être des officiers de ces institutions alors que les réparations font partie de leurs fonctions officielles. En général, les réparations sont faites seulement sur les armes et systèmes qui sont la propriété officielle de ces institutions. Elles sont limitées, pour ce qui est de la restauration de ces armes à feu appartenant au gouvernement, à suivre des normes officielles de fonctionnalité et de configuration.
Presque tous les pays du monde permettent la possession d'armes à feu civiles. Même parmi les plus restrictifs, comme dans le cas du Japon et de Grande-Bretagne, il y a des procédures qui, après de strictes et coûteuses procédures d'octroi de permis, permettent aux individus de posséder des armes à feu véritables. Le type d'armes autorisées peut être limité à des armes à longs canons avec capacité d'une ou deux balles à la fois, et il pourrait être interdit de stocker ces armes à la maison. L'utilisation d'armes à feu de chasse, même si très limitée dans certaines régions, est néanmoins presque universelle.
Dans les régions où la possession est autorisée mais limitée aux personnes qui ont les moyens de payer le coût élevé d'acquisition et de possession d'une arme à feu, celles qui sont autorisées ont tendance à être moins nombreuses. Elles sont cependant faites avec un talent qui s'approche de l'objet d'art plutôt que d'un simple dispositif d'expulsion de projectile. La fabrication d'armes dans ces régions (comme en Allemagne et en Grande-Bretagne) se concentre sur la fabrication complètement manuelle d'armes à feu fabriquées sur mesure, adaptées aux exigences du propriétaire, et le coût de ce type d'armes à feu peut dépasser celle d'une maison typique.
En Allemagne, la possession et le stockage des armes à feu sont très réglementés. La tradition de chasse, longtemps limitée à la noblesse, s'est démocratisée à partir des années 1970 relayée ensuite au niveau sportif avec notamment le triathlon, le pentathlon et le tir de précision, tant au fusil qu'au pistolet. Les chasseurs possèdent généralement leur arme d'épaule, quelquefois aussi un pistolet d'appoint. C'est en Allemagne qu'a été développée la Drilling, un fusil à multiples canons qui contient à la fois un fusil à deux barils en dessus et un autre plus puissant à un baril en dessous du premier. Il s'agit généralement de mécanismes de culasse hautement sophistiqués avec un montage ultra-précis qui sont gravés à la main. Les manches sont généralement faits sur mesure et le bois est très précieux, d'un grain très dense.
L'Angleterre fabrique certaines des armes à feu les plus chères au monde, malgré un environnement de possession très restrictif. Mais comme les clients de l'armurier sont habituellement en mesure de payer les frais élevés de possession et la rigueur des exigences de stockage, le prix de l'arme n'est que secondaire. La décoration de ces armes, souvent des fusils de chasse à double barils, est faite de manière similaire aux plaques servant à frapper la monnaie et son prix est à peu près le même. Plusieurs autres pays européens suivent ce modèle, comme en Italie, où l'art de l'armurier atteint également un niveau élevé de sophistication. Ces artisans peuvent se spécialiser comme graveurs d'armes à feu ou Stockmaker.
Généralement, ces artisans suivent un long apprentissage sous la tutelle d'un maître armurier. Ils peuvent également être membres d'une guilde qui met en place des programmes d'apprentissage (souvent parrainés par les gouvernements de ces pays puisque la fabrication très artisanale d'armes à feu est un bon commerce d'exportation), qui supervise la formation et les examens où les apprentis-armuriers soumettent leurs propres armes à feu afin d'être admis à la guilde comme membres. Beaucoup de ces artistes sont considérés comme des artistes fabricants des armes plutôt que des armuriers et ne font de réparations que sur les armes à feu les plus fines. Beaucoup d'entre eux gagnent un salaire enviable (entre 1 930  et   2 284 € nets par mois d'après le journal du net). Beaucoup de femmes participent également à ces firmes, produisant quelques-unes des plus belles gravures décoratives.